# Възкресение Христово (Корча)
„Възкресение Христово“ (на албански: Katedralja Ngjallja e Krishtit) е православна църква в град Корча, Албания, катедрален храм на Корчанската епархия на Албанската православна църква. Храмът е най-голямата православна църква в страната.
Църквата е изградена в неовизантийски стил и е открита през 1992 г., след падането на комунистическия режим в страната. На мястото на катедралния храм се е намирала старата църква „Свети Георги“, чийто руини са премахнати през 1968 г. по времето на комунистическия режим.